# Paul Duong
Pour les articles homonymes, voir Duong, Dong et Saint Paul.
Paul Duong ou Paul Dong, né en 1792 à Vuc Duòng dans la province de Hưng Yên au Viêt-Nam, mort (exécuté) le 3 juin 1862 dans la province de Nam Dinh, est un saint vietnamien de l'Église catholique. 

## Biographie
Paul Duong est père de famille. Il refuse de fouler aux pieds le crucifix (le supplice du 'Fumi-e') et accepte plutôt d'être martyrisé. À la place des mots « fausse religion », il fait inciser sur son front les mots « vraie religion ». Il est décapité à An Thi au Tonkin le 3 juin 1862, sous l’empereur Tu Duc.
Reconnu martyr par l'Église catholique, il est béatifié le 29 avril 1951 ; selon le martyrologe romain, il est canonisé en 1988 avec les saints martyrs du Vietnam.
Il ne doit pas être confondu avec Pierre Truong van Duong, catéchiste martyrisé en 1838, ni avec Vincent Duong, martyrisé le 6 juin 1862, eux aussi du groupe des 117 martyrs du Viêt-Nam.